# Mosze Ochajon
Szelomi Mosze Ochajon (hebr. ‏שלומי משה אוחיון‎, ang. Shlomi Moshe Ohayon, ur. 24 maja 1983 w Aszdod) – izraelski piłkarz występujący na pozycji pomocnika, reprezentant Izraela w latach 2007–2009.

## Kariera klubowa
Jest wychowankiem szkółki piłkarskiej FC Aszdod. Po sześciu latach gry dla tego klubu, przeniósł się do szwajcarskiej drużyny FC Winterthur. Występował tam jako zawodnik posiadający francuski paszport, dlatego nie był liczony jako piłkarz zagraniczny. W sezonie 2007/08 powrócił do grającego w Ligat ha’Al FC Aszdod i pomógł drużynie utrzymać się przed spadkiem do drugiej ligi. W tych rozgrywkach rozegrał 15 meczów, zdobywając 4 bramki i 2 asysty. W czerwcu 2008 roku przeszedł do ówczesnego mistrza i zdobywcy Pucharu Izraela Beitaru Jerozolima. Podpisał z tym klubem trzyletnią umowę, jednak już w 2009 parafował ponownie dwuipółletni kontrakt z FC Aszdod. W ostatnim sezonie w tym zespole strzelił 17 goli w 34 spotkaniach ligowych.
27 lipca 2011 został na zasadzie wolnego transferu piłkarzem Legii Warszawa. Z klubem podpisał roczny kontrakt z możliwością przedłużenia o kolejne 24 miesiące. W drużynie „Wojskowych” nie mógł przebić się do podstawowego składu, czego potwierdzeniem są jedynie cztery występy w Ekstraklasie (wszystkie mecze rozpoczęte z ławki rezerwowych). 4 stycznia 2012 odszedł z Legii. Pięć dni później został zawodnikiem FC Luzern, występującym w Swiss Super League. Reprezentował ten klub przez pół roku, a po sezonie trafił do cypryjskiego Anorthosis Famagusta. W sezonie 2014/15 był zawodnikiem klubu Hapoel Tel Awiw. W latach 2016–2018 ponownie występował w FC Aszdod, po czym zakończył karierę piłkarską. W lutym 2020 roku powrócił do amatorskiego grania w piłkę nożną, podpisując kontrakt z czwartoligowym Beitarem Aszdod.

## Kariera reprezentacyjna
W latach 1999–2005 występował w młodzieżowych reprezentacjach Izraela. W latach 2007–2009 zagrał 12 razy w seniorskiej kadrze swojego kraju.